# American Tears
American Tears waren eine Keyboard-dominierte Hardrock-Band aus New York.
Gründer Mark Mangold stellte ungewöhnlicherweise zwei Bassisten neben sich, Garry Sonny und Greg Baze, und engagierte Tommy Gunn am Schlagzeug. Der mäßige Erfolg des ungewöhnlichen Sounds führte nach zwei Alben zur Orientierung an gewohnteren Bahnen (Mangold spielte nun mit Evan Brooks an der Gitarre, Kirk Powers am Bass und Glenn Kithcart am Schlagzeug); jedoch ebenfalls nur mit mäßigem Erfolg, so dass sich die Band nach dem dritten Album auflöste.

## Diskografie
- 1974: Branded Bad
- 1975: Tear Gas
- 1977: Powerhouse